# オデコネコザメ
オデコネコザメ Heterodontus galeatus はネコザメ属に属するサメの一種。稀種で、オーストラリア東部の沿岸で見られる。大きな眼上隆起を持つことと、体色のパターンによって他のネコザメと区別できる。全長1.2m程度になる。
夜行性の底生魚で、岩礁や藻場で主にウニを捕食する。卵生で、卵は長い巻きひげによって海藻などに固定される。成長は遅い。漁業で混獲されることはあるが死亡率は低く、IUCNは保全状況を軽度懸念としている。

## 分類
1870年のCatalogue of the Fishes in the British Museumにおいて、イギリスの動物学者アルベルト・ギュンターによって Cestracion galeatus の名で記載された。種小名 galeatus はラテン語で "ヘルメットを備えた" の意味で、大きな眼上隆起に因んだものである。
その後、本種は Gyropleurodus 属や Molochophrys 属に移され、最終的に Heterodontus 属とされた。タイプ標本は68cmの雌である。

## 形態

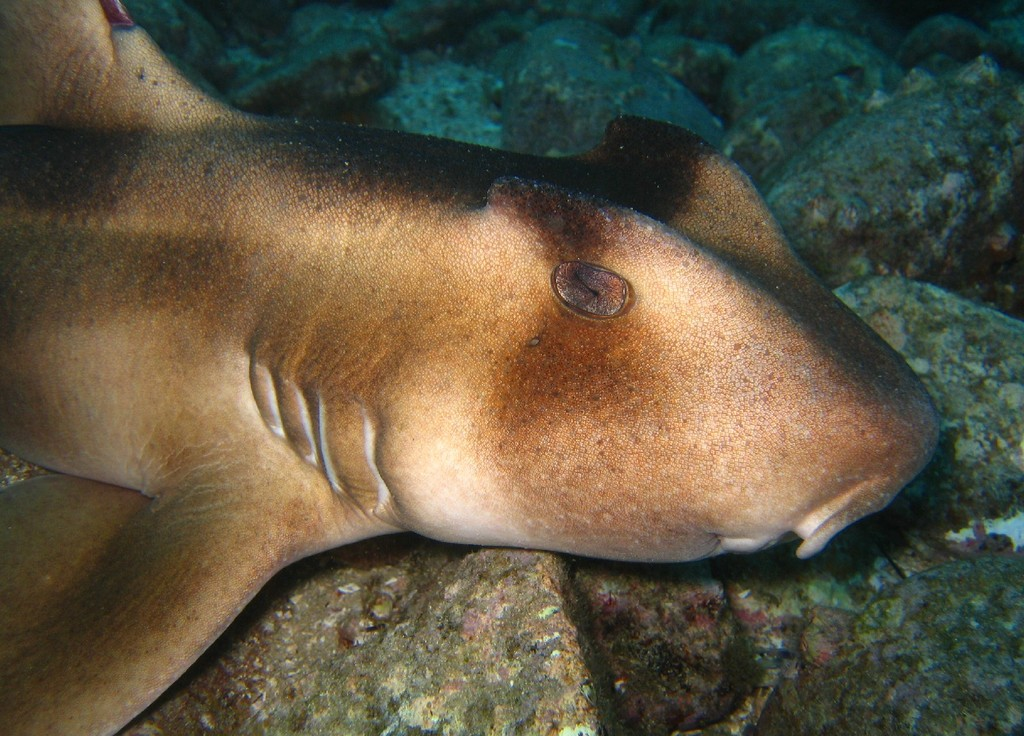
大きな眼上隆起が特徴である。

頭部は短くて幅広い。吻は短く、豚に似る。眼は高い位置にあり、瞬膜を欠く。眼上隆起はネコザメ類の中で最大である。鼻孔には口まで達する長い前鼻弁がある。前鼻孔は溝で取り巻かれ、後鼻孔の周囲の溝は口に繋がる。口はほぼ吻端にある。顎前方の歯は小さく、1本の尖った尖頭と1対の小尖頭を持つ。顎後方の歯は幅広く、臼歯状になる。唇褶は深く、口角から両顎に伸びる。
胸鰭は大きくて丸く、腹鰭と臀鰭は小さくてより角ばる。第一背鰭はある程度高くて先端は丸く、胸鰭後方から起始する。前縁には太い棘がある。第二背鰭は第一と似た大きさで、腹鰭と臀鰭の間にある。尾鰭は大きく、上葉先端には強い欠刻がある。皮歯は、特に体側では大きくて粗い。体色は淡褐色で、サドル状で境界の曖昧な褐色から黒の模様が5本存在する。眼上隆起の間から眼の下部までにも黒い模様がある。多くの個体は1.2mを超えないが、1.5mに達する個体もいる。

## 分布

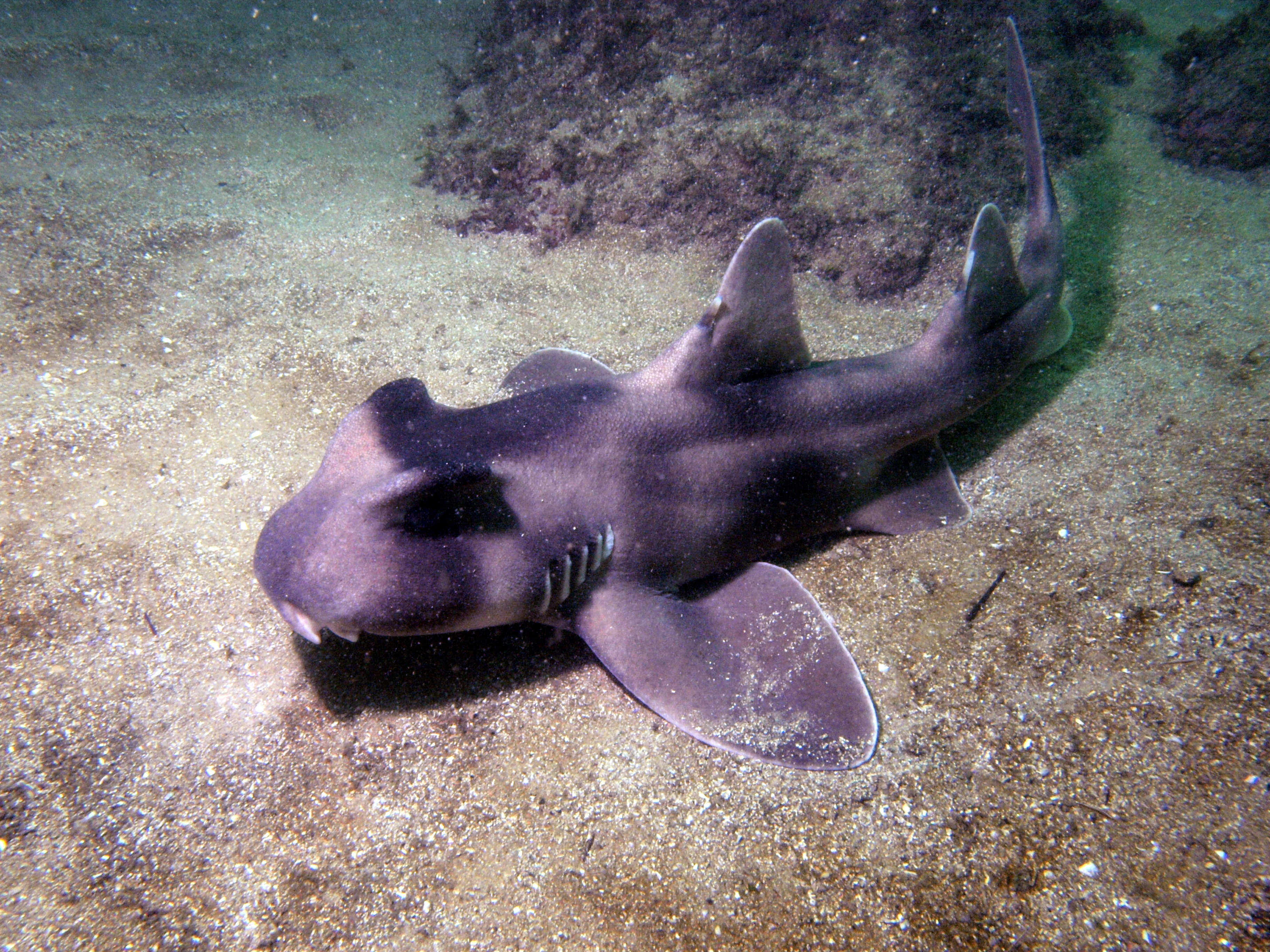
底生である。

オーストラリア東部の暖温帯沿岸、モートン岬からニューサウスウェールズ州のベイトマンズベイまで分布する。北はヨーク岬半島・南はタスマニアからも不確実な記録がある。分布域の大部分は近縁のポートジャクソンネコザメと重複しているが、本種はクイーンズランド州南部とニューサウスウェールズ州北部で優占し、それ以外の地域では稀である。
底生で、潮間帯から深度93mまでの大陸棚上で見られるが、通常はポートジャクソンネコザメより深場に生息するようである。岩礁や藻場、アマモ場を好む。

## 生態

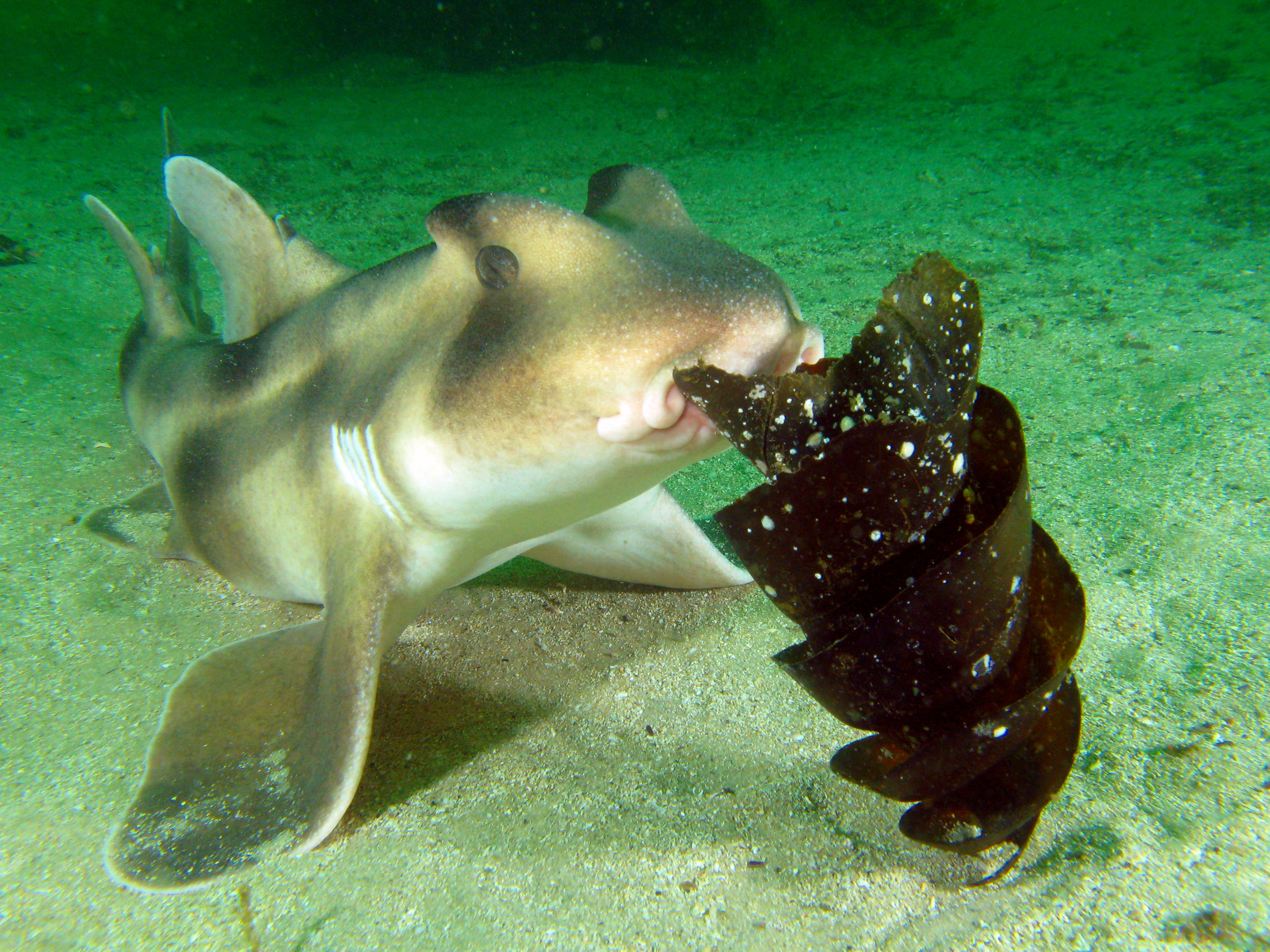
ポートジャクソンネコザメの卵を捕食する個体

泳ぎは遅い。夜行性で、頭部を岩の隙間に差し込んで餌を探す。餌は主にオーストラリアアスナロガンガゼ Centrostephanus rodgersii やムラサキウニ属のHeliocidaris erythrogramma などのウニ類だが、様々な無脊椎動物や小魚も食べる。ウニを食べ続けることで歯が紫に染まった個体も見られる。また、本種はポートジャクソンネコザメの卵の主要な捕食者でもある。この餌は季節的にしか利用できないが、栄養豊富である。卵鞘を噛み破って中身を吸い出す姿が観察されているが、卵鞘を丸呑みすることもある。ポートジャクソンネコザメと異なり大きな群れは作らない。

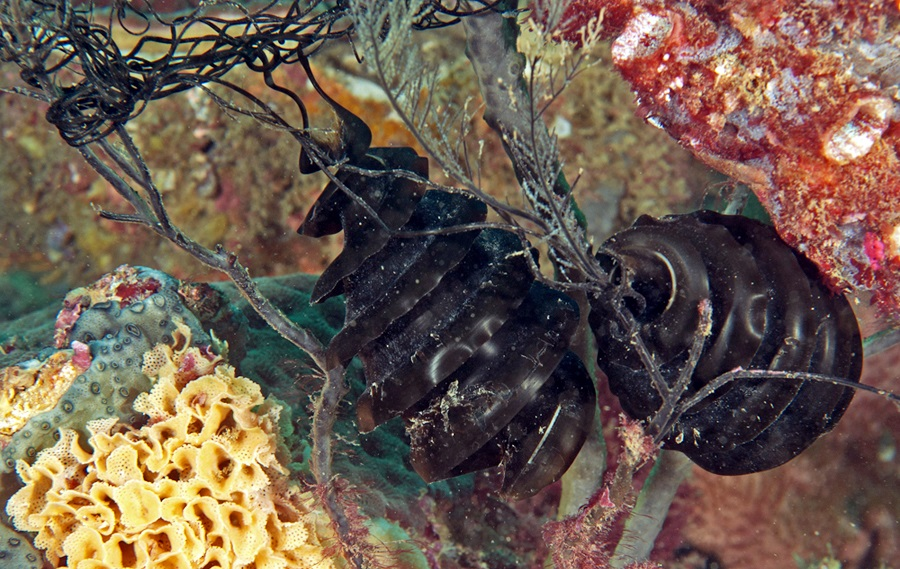
卵鞘の先端には長い巻きひげを持つ。

卵生で、おそらく年一度繁殖する。雌は7-8月の晩冬に10-16個の卵を産むが、Michael (1993) は産卵は年中続くとしている。卵鞘は長さ約11cmで、1対の薄い襞が外側を6-7巻き螺旋状に走る。2mに達する2本の巻きひげを持ち、この先端で海綿や海藻に付着する。最浅で深度8.6mに産み付けられていたことがあるが、通常はポートジャクソンネコザメよりも深い20-30mである。孵化までの時間は5ヶ月、または8–9ヶ月という別々の報告がある。孵化時は17-22cmで、既に親と似た姿をしている。Last and Stevens (1994) によると雄は60cm・雌は70cmで性成熟すると報告されているが、その後クイーンズランド沿岸で53.5cmの成熟雄が発見されている。タロンガ動物園での雌の飼育個体の観察では、成長率は5cm/年程度で、12歳まで産卵しなかった。

## 人との関わり
人には危害を加えない。遊漁、商業漁業ともに少数しか利用されていない。釣りにより捕獲されることは少ないが、スピアフィッシングの対象となることがある。クルマエビの底引き網漁によって混獲されるが、ポートジャクソンネコザメと混同されているため個体数に対する影響は不明である。だが、ほとんどの個体は海に帰されたあとも生き延びる。サメよけネットに絡まることもあるようだが、この場合も生還することができる。分布域が狭く稀種であるため個体数の慎重な監視が求められてはいるが、人間活動による死亡数が少ないため、IUCNは保全状況を軽度懸念としている。分布域には幾つかの海洋保護区 (MPA) が設定されている。その内のモートン湾海洋公園では、1997年のQueensland Marine Parks (Moreton Bay) Zoning Planにおいて保護されるべき動物に指定され、捕獲が規制されていた。
日本ではアクアワールド大洗で見ることができる。